# 赤羽オデヲン座

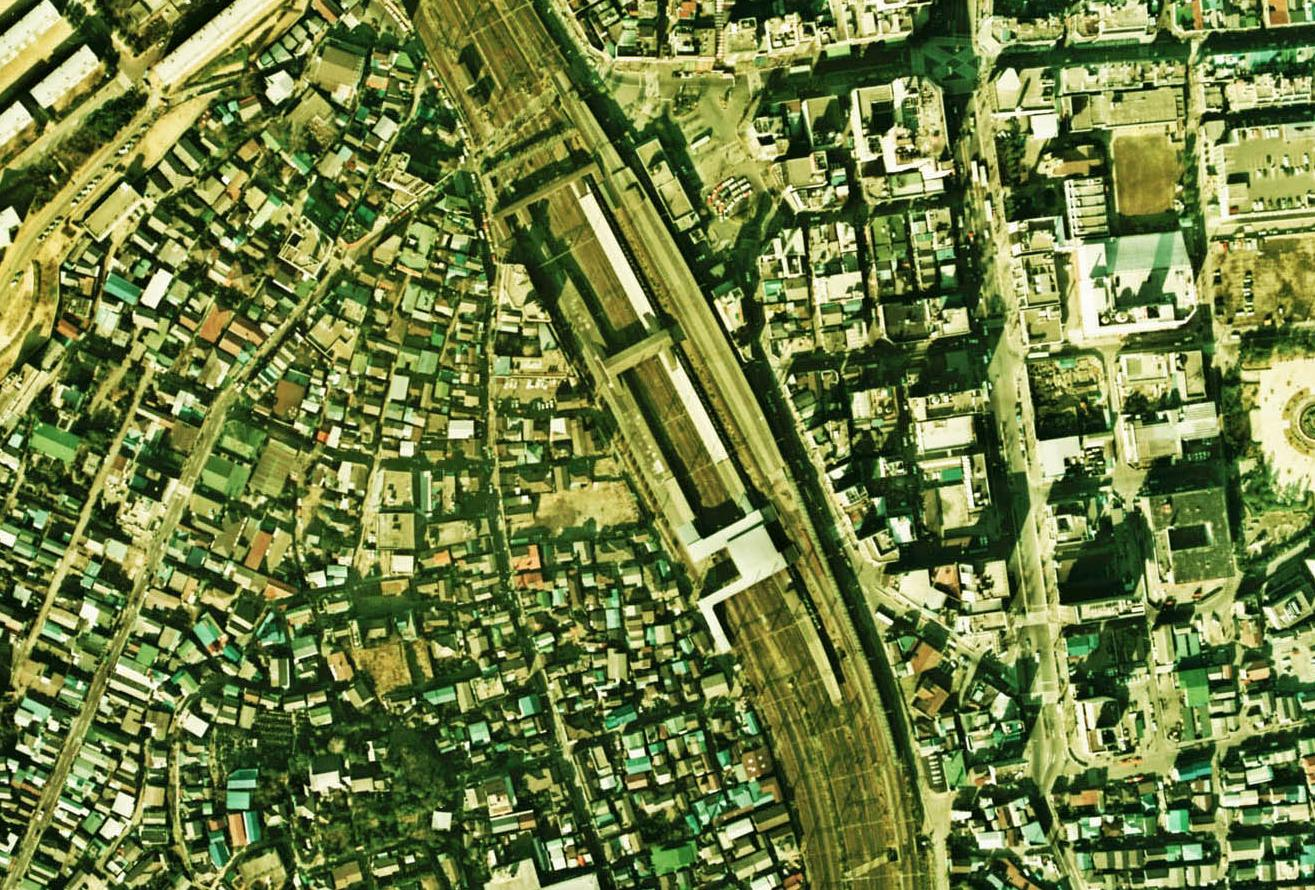
写真の左上、線路と団地群の間の角地に同館が見える（赤羽駅、1974年撮影、）。

赤羽オデヲン座（あかばねオデオンざ）は、かつて存在した日本の映画館である。
東亜興行が新宿・歌舞伎町に「グランドビル」（のちの第一東亜会館）を建てた進出した13年後の1968年（昭和43年）12月、東京都北区赤羽西に新築・開業した、赤羽東亜会館（あかばねとうあかいかん）内に開館した。
オデヲン座と同じ会館内にあった赤羽東映劇場についても詳述する。それ以前に「赤羽東映劇場」「赤羽映画劇場」として営業していた映画館については、それぞれの項目を参照されたし。

## 沿革
- 1968年（昭和43年）12月 - 北区赤羽西に赤羽東亜会館を新築・開業、赤羽オデヲン座・赤羽東映劇場を開館[1][9]。
- 1984年（昭和59年）前後 - 赤羽東映劇場が赤羽映画劇場と改称[6][9]。
- 1991年（平成3年） - 赤羽東亜会館・赤羽映画劇場を閉館[7][8][9]。
- 同年3月 - 赤羽東亜会館は存続、映画館の跡地を改装しオデヲン赤羽駐車場に業態を変更[9]。

## データ
- 所在地 : 東京都北区赤羽西一丁目39番16号 （現況は地下駐車場[9][16]・地上は「祭一丁&ビッグエコー赤羽店」[17]）
北緯35度46分45.31秒 東経139度43分8.8秒 / 北緯35.7792528度 東経139.719111度
- 経営 : 東亜興行株式会社[9]
- 構造 : 木造
- 観客定員数 : 
  1. 赤羽オデヲン座（1階） : 不明
  2. 赤羽東映劇場（赤羽映画劇場・2階） : 不明

## 概要
1968年（昭和43年）12月、国鉄（現在のJR東日本）京浜東北線の赤羽駅西口、東京都北区赤羽西一丁目39番16号に赤羽東亜会館を新築・開業、赤羽オデヲン座・赤羽東映劇場をともに開館した。1949年（昭和24年）8月、阿佐ケ谷駅北口に「阿佐谷オデヲン座」を開館して創業した高橋康友の東亜興行株式会社が、高円寺平和劇場・吉祥寺オデヲン座以来13年ぶりに開業した東十条オデヲン座に次いで、1年ぶりに9・10館目の直営館として開業した。「赤羽東映劇場」と同名の映画館が、1954年（昭和29年）までにはすでに別場所（稲付町三丁目27番地、現在の「パルロード1アピレ」の位置）に開館していたが、1965年（昭和40年）前後には閉館しており、東亜興行が新たに東映系の封切館の地位を引き継いだ。赤羽オデヲン座は「オデヲン・チェーン」の一角として、外国映画（洋画）の三番館、つまりロードショーを終えた作品をその2週後に上映する劇場であった。
立地としては、1962年（昭和37年）に日本住宅公団（現在の都市再生機構）が同駅西口の丘陵に建設した赤羽台団地の麓に位置し、同駅からも至近であった。歴史的には、近世・近代においては、同駅北口の北東に位置した岩槻街道（日光御成街道）の赤羽交差点あたりのほうが商業的に栄えており、1925年（大正14年）、赤羽地区に最初に開館した映画館「赤羽萬歳館」（のちの赤羽映画劇場）は、同交差点近辺である赤羽一丁目55番（当時は東京府北豊島郡岩淵町赤羽町98番地）に建ってた。第二次世界大戦が始まる1942年（昭和17年）までには、同駅北口付近に東京第二壽館（赤羽町一丁目13番地）が建てられ、同地区の映画館は合計2館となった。戦後は、赤羽映画劇場（かつての赤羽萬歳館）のほか、赤羽文化劇場（赤羽町二丁目548番地）、赤羽東映劇場（前出）、オリンピア映画劇場（赤羽オリンピア劇場、赤羽町一丁目67番地）、中央映画劇場（赤羽中央劇場、赤羽町一丁目21番地）、遅れて赤羽第一映画劇場（赤羽第一劇場）が新設され、赤羽地区の映画館は最盛期で合計6館であった。しかしながら、この赤羽オデヲン座・赤羽東映劇場が開館するころまでには、赤羽東宝（かつての赤羽映画劇場）、赤羽第一映画劇場、赤羽文化劇場の3館のみになっていた。
以降、1975年（昭和50年）前後に赤羽第一劇場が閉館、1979年（昭和54年）には赤羽東宝が「ニュー赤羽映劇」と改称して成人映画館となったのち、1982年（昭和57年）前後に閉館している。1985年（昭和60年）6月に赤羽日活文化劇場（かつての赤羽文化劇場）が閉館して、赤羽地区の映画館は赤羽オデヲン座・赤羽東映劇場の2館のみとなり、赤羽東映劇場は「赤羽映画劇場」と改称した。
1991年（平成3年）初頭、赤羽オデヲン座・赤羽映画劇場はいずれも閉館した。跡地は改装され、同年3月、オデヲン赤羽駐車場となり、駐車場に業態を変更した。このとき、赤羽地区の映画館はすべて消滅した。2013年（平成25年）現在、東亜興行の公式サイトの「不動産事業」のリストから「赤羽東亜会館」が消えており、同地には、地下駐車場、「祭一丁&ビッグエコー赤羽店」、およびシンセイキ興業（2007年6月設立）が入居している。